# Josefin Ljungman
Josefin Sofia Isabelle Ljungman (født 26. december 1981 i Göteborg) er en svensk skuespillerinde. Hun er uddannet fra Skara Skolscen og har medvirket i produktioner på blandt andet Backa Teater, Riksteatern og Dramaten.
Ljungman har udover teateret medvirket i for eksempel film som Arn: Tempelridderen (2007), Fatso (2008) og Kærlighedens krigere (2009).

## Udvalgt filmografi
- Arn: Tempelridderen (2007)
- Höök (tv-serie, 2008)
- Fatso (2008)
- Kærlighedens krigere (2009)
- Psalm 21 (2009)
- Livet i Fagervik (tv-serie, 2009)
- Boys (tv-serie, 2015)
- Hidden - Den førstefødte (tv-serie, 2019)